# سفيرسك
سفيرسك (بالروسية: Свирск) هي إحدى مدن روسيا في الكيان الفدرالي الروسي إركوتسك أوبلاست.